# Pfeifer (Musikant)
Der Pfeifer (oder Pfeiffer) ist die mittelalterliche Bezeichnung für einen Musikanten.
Im Mittelalter wurden die Spieler von Blasinstrumenten Pfeifer genannt. Später war es die allgemeine Bezeichnung für Musikanten. Sie waren Musikanten, die zu einem Teil die Flöte spielten, zum anderen Teil aber auch die Fiedel. Sie waren als Wandermusiker rechtlos und bildeten Brüderschaften, aus denen später die Musikantenzünfte entstanden.
In Frankreich und Süddeutschland entstanden größere Landesverbände, in denen auch ein Pfeiferkönig ernannt wurde. Dieses geschah meistens durch die regierende Obrigkeit. Kaiser Karl IV. ernannte 1355 den Fiedler Johannes zum Rex omnium histrionum. Die Pfeifer hielten jährlich Gerichtssitzungen (das so genannte Pfeifergericht) oder auch Pfeifertage.
Seit dem 15. Jahrhundert entstand eine bestimmte Gattung der Pfeifer. Die Stadtpfeifer waren Instrumentalisten im Dienste der Städte. Sie waren nicht nur für die Festlichkeiten und zur Unterhaltung angestellt, sondern auch zur Ausbildung von Musikanten. Diese Ausbildung wurde nach der Form des Handwerkes gestaltet. Die Stadtpfeifer (Stadtzinkenisten) standen unter der Leitung eines Stadtmusikus (Stadtzinkenmeisters). Stadtpfeifereien bestanden zum Teil bis ins 20. Jahrhundert (z. B. in Schlesien).